# Euaethiops cyanopasta
Euaethiops cyanopasta är en fjärilsart som beskrevs av George Francis Hampson 1926. Euaethiops cyanopasta ingår i släktet Euaethiops och familjen nattflyn. Inga underarter finns listade i Catalogue of Life.